# Joy Gruttmann
Joy Gruttmann (* 6. Dezember 1995 in Gelsenkirchen) ist eine deutsche Sängerin und war um 2005 die Kinderstimme hinter Schnappi, einem Musikprojekt mit einem animierten Krokodil.

## Hintergrund
Joy Gruttmann ist die Nichte der Komponistin Iris Gruttmann. Seit 1999 sang sie Lieder für Die Sendung mit der Maus. Ihre fünfte Aufnahme war im Februar 2001 das Lied Schnappi, das sie unter dem Namen Schnappi, das kleine Krokodil sang. Dieses wurde 2004 zum Nummer-eins-Hit der deutschen Singlecharts, nachdem es bereits vorher im Internet, vor allem in der Onlinespielerszene und über Internetradios, verbreitet worden war. 2005 wurde der Titel mit einem Echo als erfolgreichster Downloadtitel des Jahres ausgezeichnet.
Im Jahr 2009 veröffentlichte Gruttmann unter dem Namen Joy eine neue Single, 12 Little Stories. Diese wurde jedoch kein Erfolg, so dass sie ihre Karriere als Sängerin schließlich beendete und sich auf die Schule konzentrierte. Nach ihrem Abitur im Jahr 2014 begann Joy Gruttmann eine Lehre zur Tischlerin. Am 13. September 2015 trat sie in der NDR-Show Kaum zu glauben! auf, am 21. Oktober 2018 in der Sat.1-Sendung LUKE! Die Woche und ich, und sang dort nach über 10 Jahren wieder Schnappi. Im Jahr 2018 begann sie ein Studium der Architektur und Innenarchitektur in Düsseldorf. Zunächst machte sie den Bachelor in Architektur und Stadtplanung und befand sich 2024 im Masterstudium Innenarchitektur.